# Кондор андійський
Ко́ндор анді́йський, або а́ндський (Vultur gryphus) — птах родини катартових, єдиний сучасний представник роду кондорів (Vultur), який також містить нещодавно описаний пліоценовий вид Vultur messii. Поширений в Андах і на тихоокеанському узбережжі Південної Америки. Є одним з найбільших літаючих птахів, незначно поступаючись розмахом крил лише мандрівному альбатросу.
Андійський кондор — великий гриф з блискучо-чорним оперенням, коміром білого пір'я навколо шиї і широкими білими облямівками на крилах, особливо яскраво вираженими у самців. На голові і більшій частині шиї пір'я практично відсутнє, а ділянки голої шкіри в цьому місці зазвичай мають відтінки від блідо-рожевого до червоно-бурого і можуть змінювати свій колір залежно від емоційного стану птаха. Самці кондорів виділяються «сережками» на шиї і великим темно-червоним гребенем або ж м'ясистим наростом на восковиці. Самці помітно більші за самок, що є рідкістю серед хижих птахів.
Харчується кондор переважно падаллю. Перевагу віддає тушам великих здохлих тварин — оленів, гуанако або великої рогатої худоби. Статевої зрілості досягає у віці 5-6 років, гніздиться зазвичай на висоті 3000-5000 м над рівнем моря — як правило, на важкодоступних скелястих кручах. Кладка зазвичай складається з одного або двох яєць. Це один з найбільших довгожителів серед птахів: тривалість його життя може досягати 50-ти років.
Андський кондор є національним символом кількох латиноамериканських країн — Аргентини, Болівії, Чилі, Колумбії, Еквадору і Перу та відіграє важливу роль в культурі народів Анд. Проте, в XX столітті його популяція значно зменшилася, тож птах був занесений до Червоного списку МСОП як вид, близький до переходу в групу «під загрозою» (категорія NT). Основними причинами зменшення популяції андійського кондора називають антропогенні чинники — зміну ландшафтів, придатних для проживання, і отруєння тушами тварин, застрелених людиною. Крім того, донедавна птахів свідомо винищували через помилкову думку про їх загрозу для домашніх тварин. У кількох країнах діють програми розведення кондорів в умовах зоопарків з подальшим розповсюдженням їх в дикій природі.

## Систематика
Андійський кондор був вперше описаний основоположником наукової біологічної систематики Карлом Ліннеєм в 1758 році, в десятому виданні його «Системи природи». У цьому ж творі йому було присвоєно біноміальну назву Vultur gryphus, яка і використовується в науковій літературі донині. За країнами, де він водиться, його також іноді називають аргентинським, болівійським, чилійським, колумбійським, еквадорським або перуанським кондором. Родова назва Vultur (спочатку vultur або voltur) в перекладі з латини означає «гриф», «стерв'ятник». Слово gryphus має грецький корінь і є похідним від слова «γρυπός» («гачконосий»). Назва «кондор», що однаково звучить всіма сучасними європейськими мовами, запозичена з мови кечуа, якою досі спілкуються багато жителів Південної Америки.
Точне систематичне положення андійського кондора вважається остаточно нез'ясованим. Існує консенсус щодо того, що він належить до родини американських грифів (катартид), куди крім цього птаха включено ще 6 сучасних видів. Хоча всі ці види мають загальні морфологічні характеристики і аналогічну екологічну нішу з грифами Старого Світу, вони не є близькими родичами, оскільки еволюціонували від різних предків і незалежно один від одного в різних частинах світу. Ступінь спорідненості між цими двома родинами зовні схожих птахів досі є предметом наукових суперечок; останнім часом деякі орнітологи на підставі результатів молекулярних досліджень прийшли до висновку, що найближчими родичами американських грифів є лелеки, таким чином включають їх до ряду лелекоподібних. Раніші дослідники відносили катартид, також як і грифів Старого Світу, до соколоподібних або виділяли їх в окремий ряд Cathartiformes. Південноамериканський комітет з класифікації (англ. The South American Classification Committee) поки не дотримується якоїсь певної точки зору і статус родини розглядає як невизначений, Incertae sedis, хоча в майбутньому і допускає їх включення до ряду Falconiformes або Cathartiformes.
Андійський кондор — єдиний вид роду Vultur, що зберігся до нашого часу (раніше до нього також відносили і каліфорнійського кондора, Gymnogyps californianus). На відміну від свого північноамериканського сусіда, добре вивченого за численними скам'янілими рештками, археологічні свідчення раннього існування андійського кондора або його предка украй мізерні. На підставі небагатьох невеликих скам'янілостей, виявлених в болівійському департаменті Тариха, припускають, що птах, який мешкав на південноамериканському континенті в епоху пліоцену або плейстоцену, ідентичний з нинішнім андійським кондором, хоч і мав менші розміри (з цієї причини він став іменуватися як вимерлий підвид Vultur gryphus patruus).

## Опис

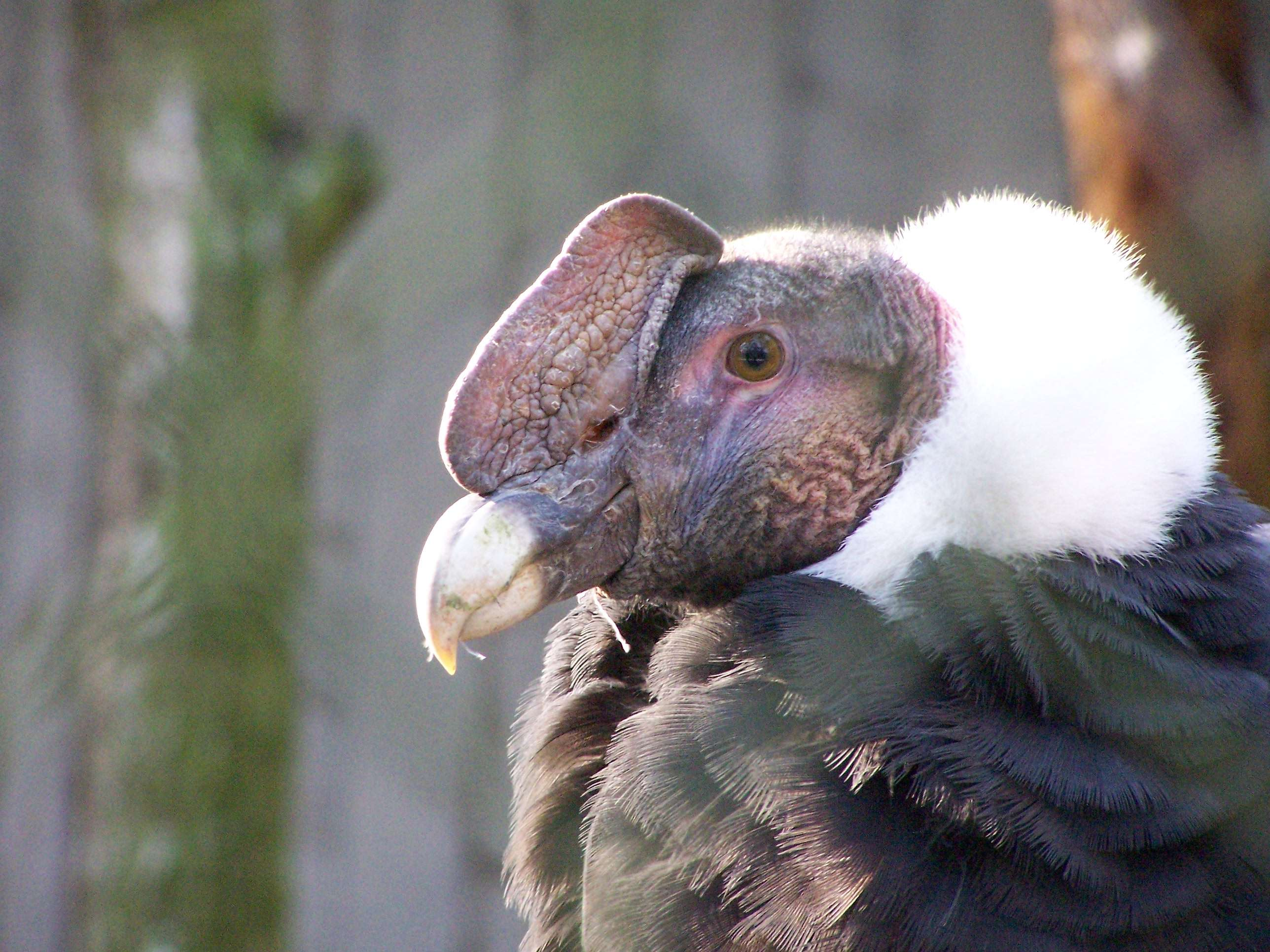
Голова самця кондора зблизька

Андійський кондор — один з найбільших літаючих птахів у світі; хоча від дзьоба до хвоста птах в середньому на 5 см коротший, ніж каліфорнійський кондор, проте за розмахом крил (280–325 см) він значно перевершує свого найближчого родича. До того ж він важчий — вага самців досягає 11-15 кг, самок — 7,5-11 кг. Довжина дорослих птахів коливається в межах від 117 до 135 см. Правда, слід враховувати, що вимірювання проводять переважно серед птахів, що утримуються в неволі. Найдовший птах цього виду мав 140 см за розмаху крил 336 см
Забарвлення кондора контрастне і виразне. Оперення майже повністю блискуче чорне, за винятком білого пухнастого комірця навколо шиї і широких білих облямівок на другорядних махових перах крил, особливо яскраво виражених у самців (біле пір'я з'являється тільки після першої линьки). На голові і горлі пір'я майже відсутнє, шкіра в цьому місці має відтінки від блідо-рожевого до червонувато-фіолетового і бурого кольорів. Птахи постійно доглядають за своєю головою, очищаючи її від пір'я. Вважають, що гола шкіра голови й шиї є гігієнічною адаптацією з метою легшого очищення від залишків падла під дією ультрафіолетових променів і зневоднення в умовах високогір'я. Верхня частина голови трохи плеската. У самців голова прикрашена великим темно-червоним м'ясистим гребенем, а шкіра на шиї сильно зморщена і утворює «сережки». Відкриті ділянки шкіри на голові і шиї помітно змінюють свій колір (червоніють або жовтіють), якщо птах збуджений — така особливість слугує відповідним сигналом для інших особин. Дзьоб довгий, могутній, гачкоподібний, заломлений на кінці, чорний з жовтою вершиною, добре пристосований для розривання підпсованої плоті. Ніздрі наскрізні, кістковою перегородкою не розділені. Райдужна оболонка ока у самців кара, у самок — темночервона. Вії відсутні. У молодих птахів оперення сірувато-буре, шкіра на голові і шиї темніша, майже чорна, а «комір» — бурий.
Ноги темно-сірі. Середній палець помітно довший, а задній, навпаки, — дуже маленький і розташований вище за інших. Кігті відносно прямі і негострі — така будова не дозволяє птахам захоплювати і підіймати здобич, а також використовувати лапи як зброю, на відміну від інших хижих птахів або грифів Старого Світу.

## Розповсюдження

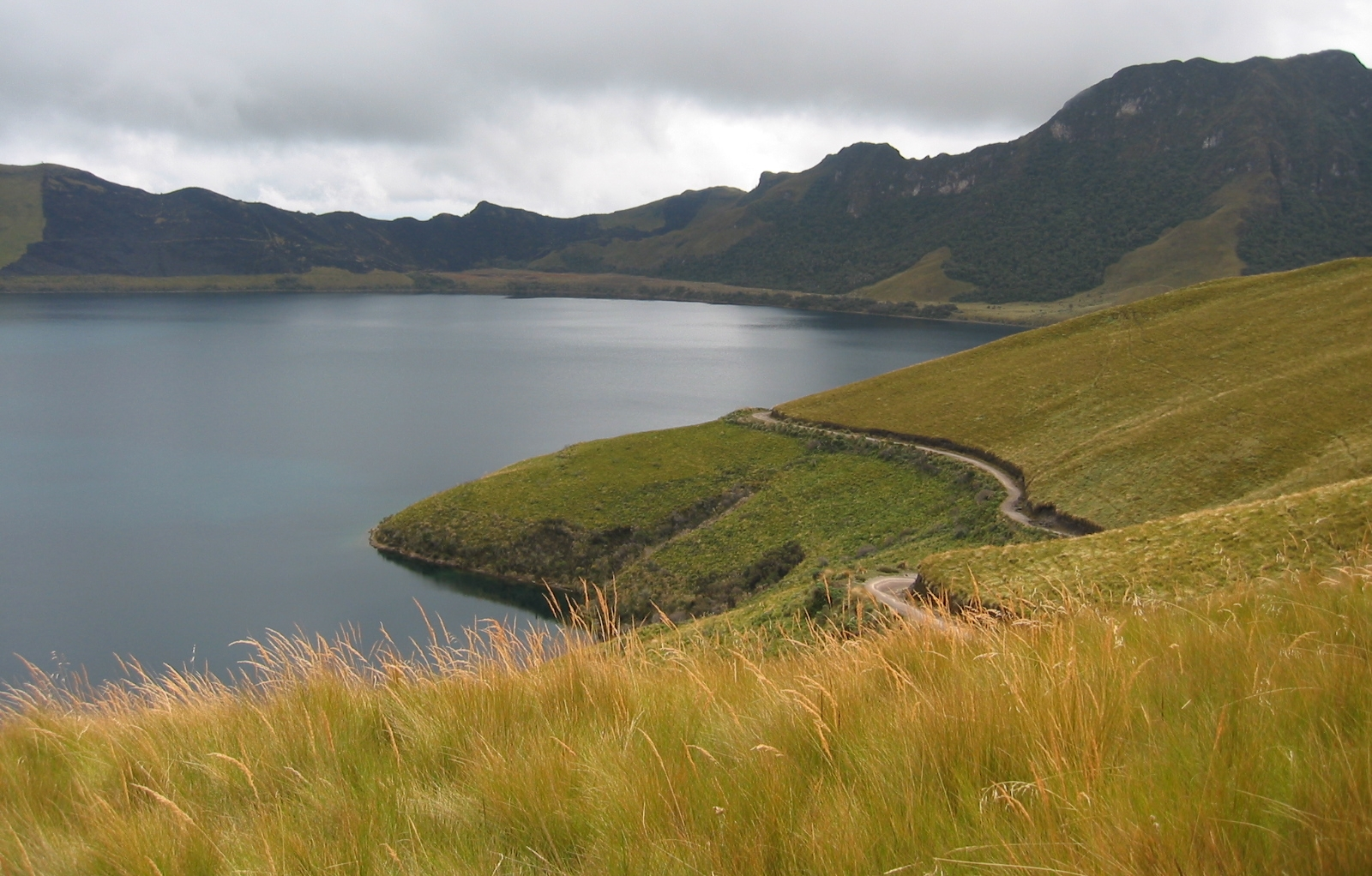
Па́рамо (на зображенні — біля озера Карікоча) — типовий біотоп для андійських кондорів

Андійський кондор поширений в Андах — горах на заході Південної Америки. Північна межа ареалу проходить через Венесуелу і Колумбію, проте в цих місцях це украй рідкісний птах. Південніша область розповсюдження пролягає через гірські райони Еквадору, Перу, Чилі, Болівії і західної Аргентини до Вогняної Землі. У північній частині ареалу кондори мешкають головним чином у верхньому поясі гір, на висоті 3000-5000 м над рівнем моря, в південній зустрічаються в передгір'ях і на рівнинах. На початку 19 століття ареал розповсюдження кондорів був набагато ширший і займав увесь гірський ланцюг, починаючи від західної частини Венесуели і закінчуючи південним краєм материка, проте за останній час помітно звузився внаслідок господарської діяльності людини. Місця його проживання поєднують в собі альпійські вершини на висоті до 5000 м над рівнем моря і великі відкриті простори, порослі травою і зручні для огляду з великої висоти. Прикладом таких місць служать парамо — альпійські луки в Андах. Іноді птахи випадково залітають у рівнинні області на сході Болівії і південному заході Бразилії, а також опускаються в пустельні райони Чилі та Перу і букові ліси Патагонії.

## Екологія і поведінка

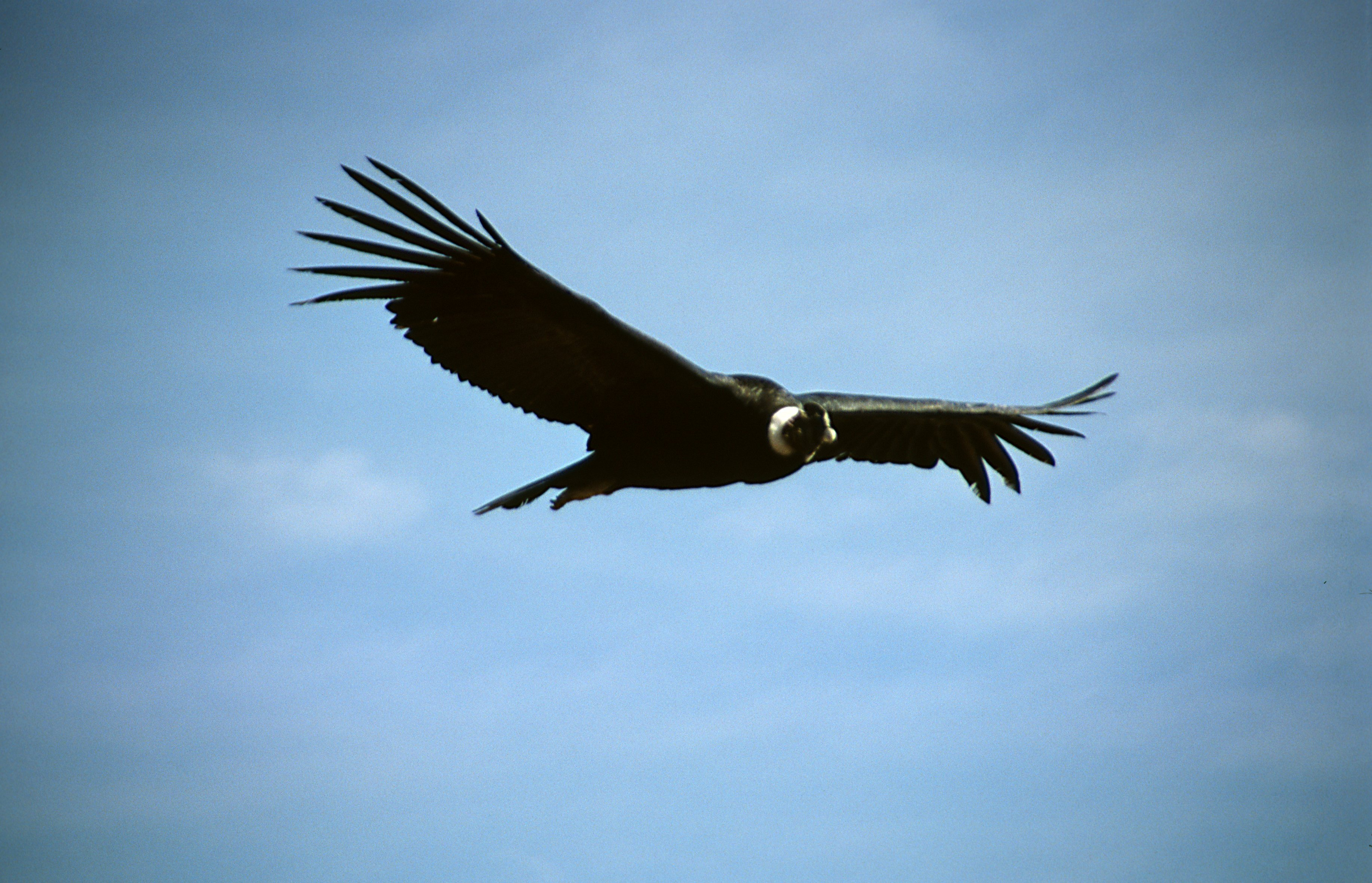
Кондор, що ширяє.

Дуже видовищно кондори виглядають високо в небі, коли плавно ширяють колами у висхідних потоках теплого повітря. При цьому вони тримають свої крила в горизонтальній площині, а кінці першорядних махових пір'їн розчепіреними і злегка зігнутими вгору. На відміну від поширеної думки, ширяння колами не є результатом пошуку здобичі, а призначене для утримання в межах термальної колони. Про те, що кондори переважно ширяючі птахи, свідчать особливості їх анатомічної будови — відносно невелика грудна кістка і, відповідно, слабкі грудні м'язи, необхідні для активного польоту. Набравши висоту, кондори дуже рідко роблять помахи крилами, використовуючи енергію повітряних мас і тим самим економлячи свою власну. Основоположник сучасної еволюційної біології Чарльз Дарвін, що спостерігав за ширянням цих птахів в Патагонії, відзначав, що за півгодини спостережень вони не змахнули жодного разу.
Відпочивати птахи також воліють на великій висоті на скелястому карнизі, з якого зручно зіскочити, не злітаючи догори. Навпаки, із землі вони піднімаються важко і з великого розгону, особливо після доброї трапези, проте здатні й до досить ефективного польоту змахами.
Як і у інших американських грифів, у андійських кондорів є незвичайна для інших птахів звичка випорожнюватися на власні ноги — сеча, потрапляючи на шкіру, випаровується і тим самим сприяє охолоджуванню організму. Через це ноги птахів часто поцятковані білими прожилками сечової кислоти.

### Харчування
Основу раціону андійського кондора складають туші загиблих тварин, падаль. У пошуках їжі птахи часто подорожують на великі відстані, пролітаючи за день до 200 км. Далеко від моря вони віддають перевагу залишкам великих копитних тварин, таких як олені, гуанако, корови, що загинули природною смертю або були задушені пумою. На морському узбережжі годуються тушами морських ссавців, викинутими на берег. Окрім падла, вони також розоряють гнізда колоніальних птахів, харчуючись їх яйцями і нападаючи на пташенят. Узбережжя служить постійним і надійним джерелом прожитку — з цієї причини багато кондорів обживають лише невеликі території в декілька кілометрів уздовж берегової лінії. У пошуках їжі птахи переважно використовують свій прекрасний зір. Окрім пошуку здобичі, вони також ретельно спостерігають за іншими птахами, що перебувають поблизу, — круками та іншими американськими грифами — червоноголовою, великою і малою жовтоголовими катартами. З останніми у кондорів склався певний симбіоз, або взаємовигідне існування: катарти володіють дуже тонким нюхом і здатні здалеку відчути запах етилмеркаптану, — леткої органічної сполуки, що виділяється на першій стадії гниття, проте їх малі розміри не дозволяють так ефективно розривати міцну шкіру великих жертв, як це вдається андійським кондорам. Кондори можуть не їсти кілька днів поспіль, а потім за раз з'їсти відразу кілька кілограмів м'яса; іноді після рясної трапези вони навіть не можуть відразу злетіти. Оскільки будова ніг кондора не дозволяє їм захоплювати і переносити здобич, птахи вимушені годуватися на тому ж місці, де її і знайшли. Як і інші падальники, кондори відіграють важливу роль в балансі екосистеми, зменшуючи небезпеку розповсюдження інфекцій. У тих районах, де їхня чисельність різко скоротилася, зріс падіж худоби і почали з'являтися небезпечні для людини хвороби.

### Розмноження
Статева зрілість у молодих кондорів настає досить пізно, як для птахів — у віці п'яти або шести років. Живуть вони довго — до 50 років, а пару зберігають протягом всього життя, хоча молоді кондори або птахи, що втратили пару, можуть гніздитися групами.

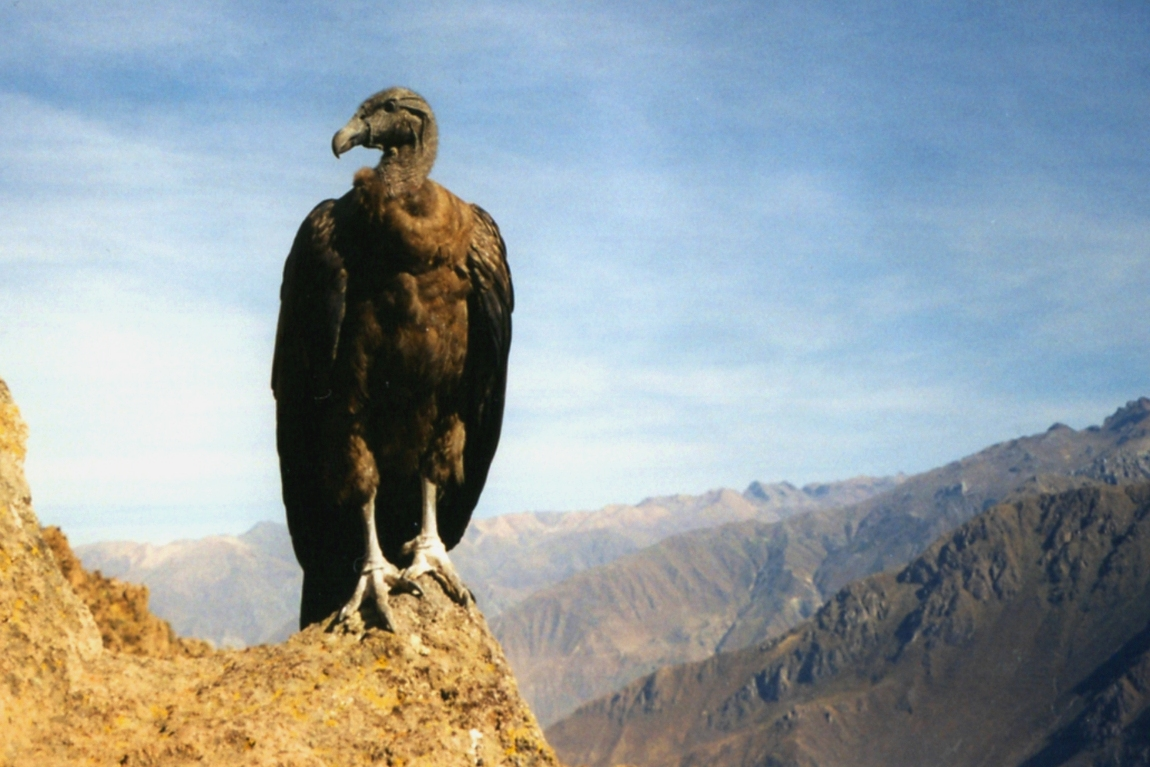
Молодий птах на вершині скелі

Під час залицяння шкіра на голові самців набухає і помітно змінює свій колір від блідо-рожевого до яскраво-жовтого. Наближаючись до самиці, самець надуває і витягає шию, випинає груди і шипить. Після цього він розпрямляє крила і в такому положенні стоїть перед самкою, цокаючи язиком. Ще один сценарій ритуальної поведінки — своєрідний танець, коли птах підстрибує з частково розкритими крилами, шипить і пихкає.
Як правило, кондори надають перевагу гніздуванню у верхньому поясі гір, на висоті 3000-5000 м над рівнем моря. Гніздо зазвичай розташовується на скелястому урвищі у важкодоступному місці і складається лише з невеликої підстилки з гілочок. Уздовж узбережжя Перу, де є лише окремі скелі, яйця кондори часто просто укладають в міжгір'я між валунами на схилах, без підстилки.
Гніздяться птахи зазвичай раз на два роки, в лютому-березні. Якщо харчування погане — взагалі не гніздяться. Кладка складається з одного, рідко двох блакитнувато-білих яєць вагою близько 280 г і завдовжки 75-100 мм. Інкубаційний період становить 54-58 днів. Висиджують яйця обоє птахів. Якщо з якоїсь причини яйце втрачене, самиця поспішає на те ж місце знести ще одне. Така поведінка часто використовується орнітологами, що працюють над розведенням птахів — вилучення і подальша штучна інкубація яєць сприяє вищому темпу розмноження.
Тільки-но вилуплені пташенята укриті густим сірим пухом і зберігають такий наряд до тих пір, поки не виростуть до розміру дорослих птахів. Відмічено, що пташенята приймають за батьків будь-який предмет, який побачили відразу після народження. З цієї причини птахам, які розмножуються в умовах неволі, поряд з гніздом встановлюють пластмасовий манекен дорослого кондора — в майбутньому це допоможе йому швидше адаптуватися в дикій природі. Годує пташенят і самець, і самиця — відригує частково перетравлену їжу з дзьоба в дзьоб. Здатність до польоту з'являється у пташенят у віці шести місяців, проте ще до двох років (до наступного розмноження) вони залишаються разом з батьками. У великих груп кондорів добре розвинена соціальна структура, в якій старші птахи, як правило, домінують над молодшими, а самці над самицями.

## Птахи і людина

### Загрози і охорона

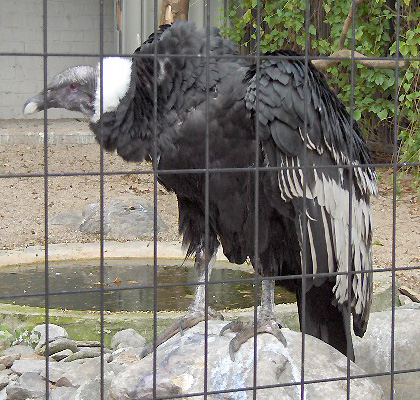
Самка андійського кондора в зоопарку

У Червоному списку Міжнародного союзу охорони природи андійському кондорові в 2000 році була присвоєна категорія NT («Near Threatened»), що включає види, близькі до переходу в групу «під загрозою». Ще раніше, в 1970 році, він був включений до Списку зникаючих видів США (англ. United States Endangered Species list). Основними причинами, що ведуть до вимирання виду, називають скорочення угідь, необхідних для пошуку корму, а також загибель від отруєння свинцем м'яса тварин, убитих мисливцями. Під найбільшою загрозою вимирання — кондори північної частини ареалу, зокрема у Венесуелі і Колумбії на початку 21 століття вони стали суто рідкісними птахами. Загальна чисельність популяції зараз оцінюється у кілька тисяч особин, майже всі — в південній частині ареалу. Оскільки завдяки хорошій адаптації до місцевих кліматичних умов і відсутності природних ворогів у цього виду зазвичай низький відсоток смертності, в процесі еволюції у кондорів виробилася також і низька народжуваність, що зробило їх популяцію дуже уразливою до переслідування людиною. Раніше багато фермерів помилково вважали, що кондори нападають на їх худобу, і з цієї причини масово їх винищували. Зважаючи на розмір птаха, попасти у нього було неважко. І навіть легко поранені птахи гинули від свинцю, що в них потрапляв. У результаті, для запобігання полюванню були створені навчальні програми, покликані вести роз'яснювальну роботу серед місцевих жителів.
У багатьох зоопарках світу також ведеться розведення цих птахів з подальшим впровадженням їх в природні середовища. Розмноженням кондорів займаються і деякі зоопарки колишнього СРСР — наприклад, в Ленінградському зоопарку перше вдале потомство вдалося вивести в 1979 році, а з 1995 року, завдяки новій методиці, на світ з'явилися 7 пташенят. В США програма реінтродукції в дику природу вирощених в неволі пташенят кондорів запрацювала в кінці 80-х. Вже в 1989 році були випущені перші птахи. Ручні кондори швидко звикають до людини і не бояться її; тому при розведенні орнітологи намагаються, щоб контакт з людиною був мінімальним: пташенят годують рукавичками, що зовні нагадують дорослих птахів. Перед випускання на волю кондорів протягом трьох місяців тримають в просторих вольєрах, де вони мають більше свободи пересування. Також птахам прикріплюють датчик і потім за допомогою супутника стежать за його переміщеннями в дикій природі.
У зв'язку з тим, що інший споріднений вид, каліфорнійський кондор, опинився на межі зникнення і зберігся тільки в зоопарках, в 1988 році національна Служба рибних ресурсів та дикої природи США (англ. US Fish and Wildlife Service) ухвалила рішення про початок експерименту про тимчасову інтродукцію вирощених андійських кондорів у Каліфорнії перед тим, як випустити туди каліфорнійський вид. А щоб уникнути подальшого розповсюдження цих птахів в чужорідному для них середовищі, на волю були випущені тільки самки. Експеримент виявився успішним, і всіх птахи згодом відловили і реінтродукували в Південній Америці, а їх місце зайняли каліфорнійські кондори.

### Роль у культурі

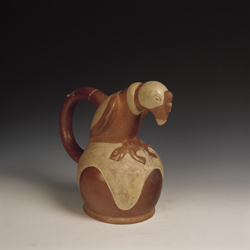
Керамічна фігурка кондора індіанської культури Моче. Музей Ларко Еррери у Лимі.

Андський кондор вважається національним символом Аргентини, Перу, Болівії, Чилі, Колумбії і Еквадору. В останніх чотирьох державах він також вважається і національним птахом. В культурі народів Анд він відіграє дуже важливу роль — аналогічну тій, що має білоголовий орлан в Північній Америці. Наскельні малюнки цих птахів почали з'являтися ще за 2,5 тис. років до нашої ери. В міфології місцевих індіанських племен андійський кондор асоціювався з божеством сонця і вважався правителем верхнього світу. Для багатьох народів Анд кондор — символ сили і здоров'я, багато хто вважає, що кістки й інші органи цього птаха мають лікувальні властивості. На жаль, іноді таке повір'я веде до винищення птахів заради сумнівних лікарських препаратів.
У деяких різновидах перуанської кориди кондора прив'язують на спину бика, і той намагається скинути птаха, який клює його; у такій боротьбі птах, як правило, залишається живим і неушкодженим.
В Перу існує традиційний карнавальний танець «Turkuy» («птах» мовою кечуа), в якому танцюючі імітують полювання на кондора (ісп. arranque del condor). Один з танцюристів, що зветься Руку (Rucu), сатирично зображає кондора, а решта — вождів інків, які вбивають птаха за те, що він нібито напав на їхню худобу.
Всесвітню популярність здобула заснована на народних мотивах музична композиція з сарсуели El Cóndor Pasa («Пролітає кондор»), написана в 1913 році композитором Даніелем Аломією Роблесом (1871–1942). Сарсуела оповідає про трагічний конфлікт між індіанськими племенами і європейськими колонізаторами Америки. Відома мелодія звучить у фіналі п'єси, андійський кондор символізує в ній ідеал волі. 2004 року цей мотив був визнаний національним надбанням перуанського народу.
Кондори іноді виступають героями літературних творів — наприклад, в романі Жуля Верна «Діти капітана Гранта» під час подорожі по Патагонії кондор напав на хлопчика Роберта і підійняв його в своїх кігтях високо в небо. В реальності такого бути не могло — будова лап цих птахів не дозволяє їм утримувати здобич в повітрі.
Андійські кондори часто зображаються на поштових марках: наприклад, такі марки були випущені в 1958 році в Еквадорі, в 1960 році в Аргентині, в 1973 році в Перу, в 1985 році в Болівії, в 1992 році в Колумбії, в 2001 році в Чилі і в 2004 році у Венесуелі. Його зображення також є на грошових знаках і монетах Колумбії та Чилі.

### Геральдика
Андійський кондор є одним з символів Анд та зображений на гербах Чилі, Болівії, Колумбії і Еквадору.

Герб Болівії
Герб Чилі
Герб Колумбії
Герб Еквадору

## Ресурси Інтернету
- Андійський кондор на сайті Ленінградського зоопарку (рос.)
- Андійський кондор в енциклопедії тварин Зооклуб [Архівовано 9 лютого 2008 у Wayback Machine.] (рос.)
- Андійський кондор — національный символ Колумбії [Архівовано 7 грудня 2008 у Wayback Machine.] (рос.)
- Фотографії і відео з андійським кондором (англ.)
- Музичний уривок з сарсуели El Cóndor Pasa у виконанні перуанського народного колективу (ісп.)
- Відео андійських кондорів у Перу [Архівовано 6 березня 2021 у Wayback Machine.]
- Факти про андійського кондора [Архівовано 4 січня 2009 у Wayback Machine.] BirdLife International (англ.)
- All about the Andean condor Cleveland Metroparks Zoo (англ.)
- Андійський кондор у червоному списку МСОП (англ.)
- Екологія андійського кондора [Архівовано 15 вересня 2020 у Wayback Machine.] Ecologia.info (порт.)